# ホセ・ルイス・ラギア
ホセ・ルイス・ラギア（José Luis Laguía、1959年9月30日 - ）は、スペイン・シウダー・レアル県ペドロ・ムニョス出身の元自転車競技（ロードレース）選手。
ブエルタ・ア・エスパーニャにおける通算5回の山岳賞獲得は同レース史上最多記録。

## 来歴
1981年
- ブエルタ・ア・エスパーニャ 山岳賞、総合7位
- バスク一周 総合優勝

1982年
- ブエルタ・ア・エスパーニャ
  - 山岳賞
  - 区間3勝(第6、9、11)
  - 総合5位
- バスク一周 総合優勝
- カタルーニャ一周 区間2勝(第1、3)
- スペイン選手権 プロ・ロードレース 優勝
- ブエルタ・ア・ブルゴス 総合優勝

1983年
- ブエルタ・ア・エスパーニャ 山岳賞、区間1勝(第16)
- ブエルタ・ア・カンタブリア 総合優勝

1985年
- ブエルタ・ア・エスパーニャ 山岳賞
- バスク一周 区間1勝(第1)

1986年
- ブエルタ・ア・エスパーニャ 山岳賞
- ブエルタ・ア・ラ・リオハ 総合優勝